# Najla Bouden
Najla Bouden Romdhane (en árabe, نجلاء بودن رمضان) (Cairuán, 29 de junio de 1958) es una geóloga y política tunecina, primera ministra. Nombrada en septiembre de 2021, es la primera mujer en ocupar el cargo de primera ministra en el mundo árabe.

## Biografía
Nació en 1958 en Cairuán. Es ingeniera y profesora de educación superior en la Escuela Nacional de Ingenieros de Túnez, especializada en geociencias. En 2011, se convirtió en directora general de calidad en el Ministerio de Educación Superior e Investigación Científica. En 2015 ocupó el cargo de gerente de proyectos en la oficina del ministro Salim Shoura.
Desde septiembre de 2016, ocupó el cargo de jefa de la unidad de gestión por objetivos en el mismo Ministerio con el fin de implementar el proyecto de reforma de la educación superior para de apoyar la empleabilidad de los títulos de educación superior. 

### Jefa de Gobierno
El 29 de septiembre de 2021, el presidente tunecino Kaïs Saied la nombró primera ministra con el mandato de formar y dirigir un nuevo gobierno.